# Landgoed Steenbergen
Landgoed Steenbergen is een landgoed aan de westzijde van de A50 op de Veluwe aan de Kamperweg bij Heerde op de Veluwe. Aan de westzijde grenst het gebied aan een militair oefenterrein.
In 1878 kon bij de notaris voor de jachtrechten worden ingeschreven. Het gebied bestond in dat jaar uit 70 hectare bos en 300 hectare heidegrond.
Eind 1907 werd Het Erve Steenbergen, gelegen onder Heerde, aan weerszijden van den Grintweg naar Kampen en bestaande uit 6 percelen, verkocht door de familie Vos de Wael.

## Sanatorium
In 1921 werd het landgoed, met financiële steun van de humanitaire beweging, aangekocht als zonnesanatorium voor vegetariërs en aanhangers van de natuurgeneeswijze. Over dit gezondheidsoord schreef Daniël de Clercq een artikel in de Vegetarische Bode. Het werd in die jaren aangeprezen als Riant rust- en kuuroord op de Hooge Veluwe 105 H.A. boschrijk en zeer wildrijk terrein Herfst- en Winterkuren

## Eigenaren
In 1932 werd Steenbergen aangekocht door de NV Victoria Verzekeringsbank uit Amsterdam. De landerijen waren toen 96 hectare groot en bestond uit uitgestrekte heidevelden en bossen. Op het terrein stond een hoofdgebouw met twee 'dépendances'.
Steenbergen was tot 1977 eigendom van Verzekeringsmaatschappij Victoria Vesta, die het als vakantieoord en opleidingsinstituut gebruikte. In 1977 verkocht Victoria Vesta het landgoed aan beleggingsmaatschappij Novium Magum (Steen Bergen). Toen de beleggingsplannen niet aanvaardbaar bleken voor de gemeente Heerde besloot Novium Magum om het land van de hand te doen. Steenbergen werd in 1981 nog gebruikt als opvangcentrum voor Christen-Turken en Vietnamezen.
In 1982 werd Steenbergen voor 1,2 miljoen gulden verkocht aan de Bhagwanbeweging en kreeg het de naam Rajneesh. De beweging wilde er een opleidings- en meditatiecentrum in vestigen. De sekte kondigde daarbij aan dat het Steenbergen zou gaan restaureren. De oppervlakte van het landgoed was toen 55 hectare. Toen het beleid van de Bhagwans gericht werd om zich vanwege het missiewerk te vestigen in de nabijheid van veel mensen, verhuisden de 64 Bhagwanvolgelingen (Sanyassins) al in 1984 naar Amsterdam. Inmiddels was het hoofdgebouw opgeknapt en waren er twaalf bungalows op het terrein gebouwd.
In 1985 werd het landgoed openbaar verkocht. Het plan was om er een golfterrein van te maken. Hiervoor werd geen toestemming verkregen.
Het landgoed werd nadien eigendom van de Stichting Landgoed Steenbergen, gevestigd te Heerde. De vervallen bungalows zijn verwijderd en is er weer bos voor in de plaats gekomen.